# Замбелло, Франческа
Франче́ска Замбе́лло (англ. Francesca Zambello; род. 24 августа 1956, Нью-Йорк, штат Нью-Йорк, США) — американский оперный и театральный режиссёр. Директор Вашингтонской национальной оперы и Глиммергласского фестиваля. Кавалер Ордена искусств и литературы.

## Личная жизнь
Родилась 24 августа 1956 года в Нью-Йорке. Отец, Чарльз Замбелло, актёр и руководитель отдела авиационных аттракционов Международных Авиалиний. Мать, Джин Синсер, актриса. Замбелло выросла в Европе. Владеет английским, французским, итальянским, немецким и русским языками. В 1976 году обучалась в Московском государственном университете. В 1978 году с отличием окончила Колгейтский университет. Некоторое время работала приглашённым профессором в Джульярдской школе, Гарвардском и Йельском университетах, университете Беркли. Франческо Замбелло — открытая лесбиянка. В настоящее время живёт в Нью-Йорке со своей супругой, адвокатом Фейт Э. Гей и приемным сыном Джексоном.

## Профессиональная карьера
В начале профессиональной карьеры работала помощником режиссёра Жан-Пьера Поннелля. В 1984 году на сцене оперного театра в Хьюстоне состоялся режиссёрский дебют Замбелло постановкой оперы «Фиделио» Бетховена. В 1987—1992 годах была художественным руководителем музыкального театра «Скайлайт» со Стивеном Уодсвортом. В 1987 году дебютировала в Европе на сцене театра Ла Фениче в Венеции оперой «Беатриче ди Тенда» Беллини. В 2006—2011 годах работала художественным советником в оперном театре Сан-Франциско и была удостоена медали почёта за свою работу. В настоящее время является художественным и генеральным директором Глиммергласского фестиваля в Куперстауне и художественным руководителем Вашингтонской национальной оперы.
Среди известных постановок Замбелло мировая премьера оперы «Сердце солдата» Теофанидиса на сцене оперного театра Сан-Франциско, первая международная постановка оперы «Кармен» Бизе на сцене Национального Центра исполнительских искусств в Пекине, мировая премьера оперы «Американская трагедия» Пикера, опер «Сирано» Дикьеры и «Троянцы» Берлиоза на сцене Метрополитен-опера, опер «Кармен» Бизе и «Дон Жуан» Моцарта на сцене Ковент-Гарден, опер «Борис Годунов» Мусоргского, «Война и мир» Прокофьева, «Билли Бадд» Бриттена и «Вильгельм Тель» Россини на сцене Парижской национальной оперы, оперы «Кольцо Нибелунгов» Вагнера на сценах оперного театра Сан-Франциско и Вашингтонской национальной оперы.

## Награды и премии
Награждена правительством Франции орденом искусств и литературы за вклад во французскую культуру и правительством Российской Федерации медалью за заслуги перед культурой. Лауреат трёх премий Лоуренса Оливье от Лондонского театрального общества, двух премий за лучший мюзикл и лучшую оперу от издания «Вечерний стандарт», двух гран-при в области музыки от Союза критиков за постановки в Парижской национальной опере, премии «Лучшая постановка» (Япония), премии «Золотая пальмовая ветвь» (Германия), премия «Золотая маска» (Россия) и премии Хелпманна (Австралия).